# Arthrocnodax rodiolae
Arthrocnodax rodiolae är en tvåvingeart som beskrevs av Fedotova 1995. Arthrocnodax rodiolae ingår i släktet Arthrocnodax och familjen gallmyggor.
Artens utbredningsområde är Kazakstan. Inga underarter finns listade i Catalogue of Life.